# Ria Bollen

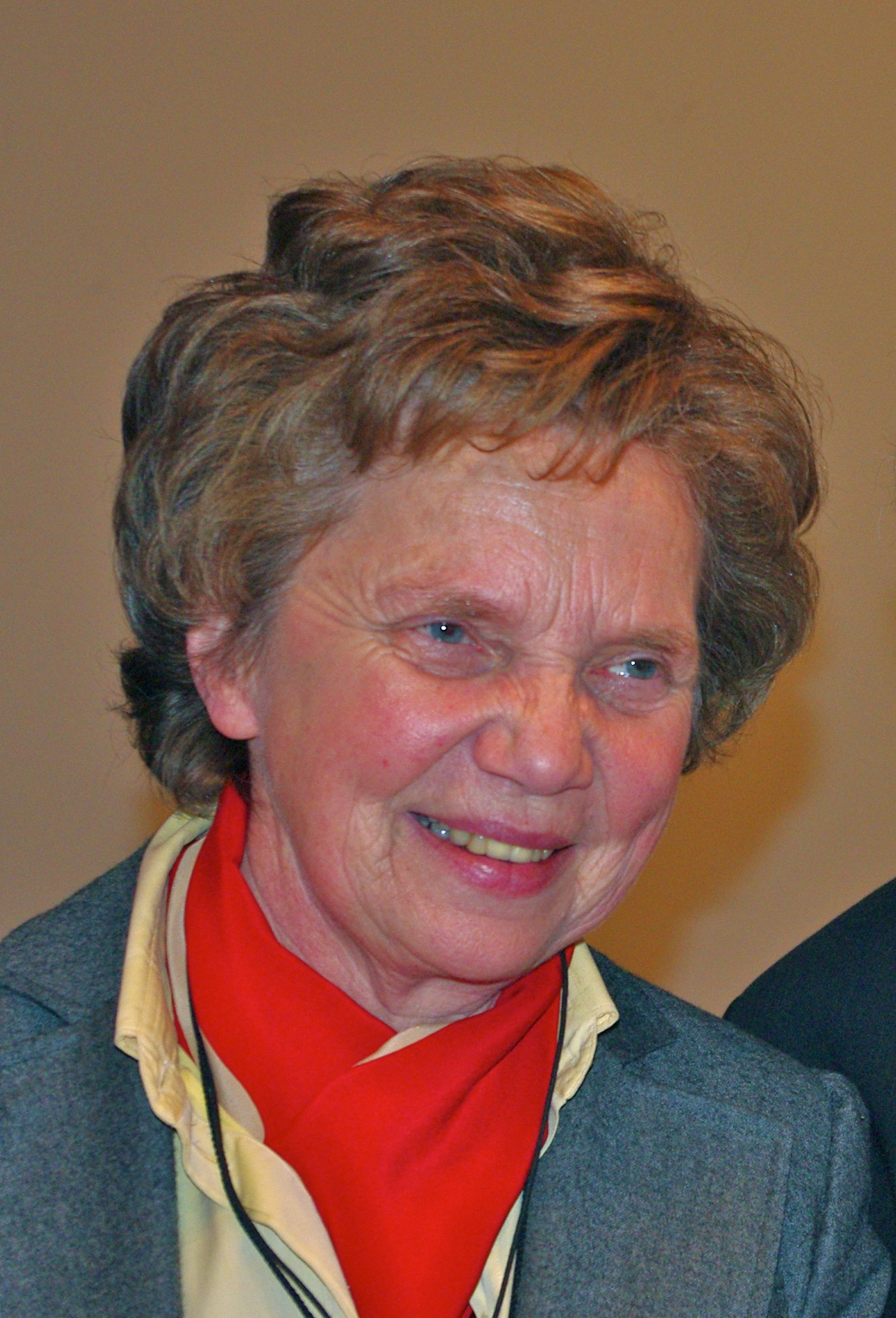
Ria Bollen

Ria Bollen (Sint-Truiden, 11 februari 1942) is een Vlaamse alt, die tussen 1965 en 1992 een internationale carrière kende als concertzangeres.

## Biografie
Na haar klassieke humaniora begon ze psychologie te studeren, maar na twee jaar gaf ze die studie op. Ze ging naar het Koninklijk Vlaams Conservatorium in Antwerpen om er zang te studeren bij Lucie Frateur. Die zou haar haar hele carrière blijven begeleiden. Ze studeerde in 1968 af met de grootste onderscheiding. Maar ze studeerde ook nog bij Pierre Bernac, Felix de Nobel, Erik Werba en Christa Ludwig.
Ze maakte haar debuut als soliste nog voor ze afstudeerde, in 1965, in Godelieve van Edgar Tinel onder leiding van Léonce Gras. Eveneens voor ze afstudeerde, behaalde ze de eerste prijs van de Maria Canalswedstrijd in Barcelona, in 1967. Later werd ze laureaat van nog vier prestigieuze concours: het Internationaal Vocalisten Concours 's-Hertogenbosch (1968), de "Internationaler Musikwettbewerb der ARD" (1969), de "Concours international d'exécution musicale de Genève", waarin ze de eerste prijs behaalde (1970), en de "Internationaler Wettbewerb für Gesang" van het "Gesellschaft der Musikfreunde in Wien", beter bekend als het Wiener Musikverein (1972).
Haar repertoire was veelomvattend. Ze zong werken met orkest of kamerorkest uit 
- de barok: Marc-Antoine Charpentier, Motet pour une longue offrande; Antonio Vivaldi, Gloria; en Johann Sebastian Bach, Matteus- en Johannespassie, Hohe Messe, een aantal cantates;
- de klassieke periode: Haydn, missen; Mozart, Requiem; Beethoven, Missa Solemnis en 9e symfonie;
- de romantiek: Berlioz, Les Nuits d'été; Brahms, Altrhapsodie; en vooral Mahler, van wie ze zowat het hele repertoire voor alt en orkest zong: Lieder eines fahrenden Gesellen,  Des Knaben Wunderhorn, Rückert-Lieder, Kindertotenlieder, Das Lied von der Erde en symfonieën nrs. 2, 3 en 8;
- de 20e eeuw: Hindemith, Die junge Magd; Honegger, Le roi David en Jeanne d'Arc au bûcher; Janáček, Glagolitische mis; Markevitsj, Le paradis perdu; Prokofjev, Alexander Nevski (de cantate); Respighi, Il Tramonto; Satie, Socrate; Stravinsky, Requiem Canticles; Tippett, A Child of Our Time; Vogel, Wagadus Untergang durch die Eitelkeit. Ze heeft een bijzondere voorliefde voor het werk van Frank Martin, die haar vroeg de altsolo's te zingen in de creatie van zijn Requiem,[2] en van wie ze ook zowat alles zong wat Martin voor haar stemtype geschreven heeft.

Ook haar liedrepertorium, dat ze vaak uitvoerde met pianist Jozef De Beenhouwer, was zeer uitgebreid, gaande van Purcell tot eigentijdse componisten. Het zou zinloos zijn individuele liederen te vermelden, maar de volgende werken (cycli of vaak als zodanig uitgevoerde liederen) geven een idee van haar liedkunst: Brahms' Zigeunerlieder en Vier ernste Gesänge, Dvořáks Zigeunermelodieën, Schumanns Frauenliebe und -leben, Vogels 5 Lieder nach Texten von Nelly Sachs en Wagners Wesendonck-Lieder. Vermeldenswaard is eveneens dat zij de volledige liederen van Clara Schumann op haar repertoire had.
Naast het grote repertoire zong zij ook veel werk van Belgische componisten, zoals Peter Benoit, René Defossez, Jef Van Hoof, Marinus de Jong, Willem Kersters, Lodewijk Mortelmans, Flor Peeters en David Van de Woestijne.
Ze trad op in Israël, Japan, Canada en de Sovjet-Unie, maar uiteraard vooral in West-Europa, en met name in het Duitstalige gedeelte, naast België en Nederland. Ze zong in vele festivals, zoals het Festival van Vlaanderen, de Berliner Festwochen, de Wiener Festwochen, de Carinthischer Sommer en de Internationale Bachakademie Stuttgart. Ze maakte studio-opnamen voor radio en televisie in België, Nederland, Duitsland, Oostenrijk, Frankrijk, Luxemburg en Zwitserland en was te horen in een groot aantal bekende en minder bekende concertzalen in heel West-Europa.
Eén optreden verdient bijzondere vermelding. Op 4 april 1981 werd in de grote (gouden) zaal van de Wiener Musikverein Bachs Mattheuspassie uitgevoerd onder leiding van Peter Schreier. Het was een concert ter nagedachtenis van de kort daarvoor overleden Karl Richter (†15 februari 1981), onder wiens leiding Ria Bollen ook gezongen had, en in dit in memoriam-concert zong zij de alt-aria’s.
Bekende dirigenten onder wier leiding ze zong, inspireerden haar: naast de reeds genoemde Léonce Gras, Felix de Nobel, Karl Richter en Peter Schreier verder ook Herbert Blomstedt, Eduard Flipse, John Eliot Gardiner, Nikolaus Harnoncourt, Christopher Hogwood, Heinrich Hollreiser, Ferdinand Leitner, Igor Markevitsj, Georges Prêtre, Karl Richter, Helmuth Rilling, Gennadi Rozjdestvenski, Paul Sacher, Leif Segerstam, Hans Swarowsky, Michael Tilson Thomas en André Vandernoot.
In 1988 was Ria Bollen lid van de jury van de eerste Koningin Elisabethwedstrijd voor zang.
Naar aanleiding van haar 75ste verjaardag werd Ria Bollen op 10 april 2017 plechtig ontvangen in het Stadhuis van Antwerpen en gehuldigd door burgemeester Bart De Wever. De laudatio werd uitgesproken door Luc Leytens

## Discografie
- Bach, Cantate Warum betrübst du dich, mein Herz, BWV 138. Op deel 50 van de opname van alle Bach-cantates door Helmuth Rilling, Hänssler Classic 98630.
- Haydn, Harmoniemesse, Hob. XXII:14 (met het orkest van de Südwestfunk, het Bachkoor uit Mainz, Barbara Martig-Tuller (sopraan), Adalbert Kraus (tenor), Kurt Widmer (bariton); leiding Diethard Hellmann). Profil Medien PH11049.
- Jef Van Hoof, 19 liederen (met Jozef De Beenhouwer, piano). René Gailly CD 87 006.
- Frank Martin, Requiem. Jecklin-Disco JD 631-2.[2] Ook op dvd 2 van een dubbel-dvd en compagnie de Frank Martin (Cascavelle VELD 7005). Hierop staat eveneens Martins Die Weise von Liebe und Tod des Cornets Christoph Rilke (met Frank Martin als dirigent van het West-Vlaams Orkest, thans het Symfonieorkest Vlaanderen[7]).
- Pergolesi, Stabat Mater (met Concinite, het Kamerorkest Marjeta Delcourte-Korosec en Jill Gomez (sopraan), leiding Karel Aerts). LP Eufoda 1036.
- Arthur Verhoeven, 10 liederen (met Jozef De Beenhouwer, piano). LP Eufoda 1046.
- Vivaldi, Gloria in D, RV 589 (met het Südwestdeutsches Kammerorchester Pforzheim, het Berner Kammerchor en  Ana-Maria Miranda (sopraan), leiding Jörg Ewald Dähler). Claves CLV 0801.
- Homage aan Ria Bollen (muziek van Vivaldi, Bach, Haydn, Mendelssohn, Brahms, Rossini, Respighi, Mahler en  De Boeck). Phaedra, In Flanders' Fields vol. 91 (92091).

- CiNii: DA13271113
- Gemeinsame Normdatei: 134332962
- International Standard Name Identifier: 0000 0001 1757 6290
- Library of Congress Control Number: n79030889
- MusicBrainz: 055ef365-7b06-4017-b2c3-c1e90e9077a1
- Nationale Bibliotheek van Israël: 987007277045005171
- Nederlandse Thesaurus van Auteursnamen: 073452785
- Système universitaire de documentation: 156510545
- Virtual International Authority File: 34649305
- WorldCat: E39PBJcwGBCHvwDgmJb4b3cVmd